# Richemont (Seine-Maritime)
Richemont település Franciaországban, Seine-Maritime megyében. Lakosainak száma 443 fő (2022. január 1.). Richemont Aubéguimont, Landes-Vieilles-et-Neuves, Marques, Saint-Léger-aux-Bois és Saint-Martin-au-Bosc községekkel határos.

## Népesség
A település népessége az elmúlt években az alábbi módon változott:
| Lakosok száma | 485  | 472  | 465  | 453  | 445  | 441  | 438  | 440  | 443  |
|               | 2013 | 2015 | 2016 | 2017 | 2018 | 2019 | 2020 | 2021 | 2022 |